# NGC 488
NGC 488 je galaksija u zviježđu Ribe.

## Vanjske poveznice
- SEDS: NGC 488